# Batracomorphus agenor
Batracomorphus agenor är en insektsart som beskrevs av Knight 1983. Batracomorphus agenor ingår i släktet Batracomorphus och familjen dvärgstritar. Inga underarter finns listade i Catalogue of Life.